# ولدون (آیووا)
ولدون (به انگلیسی: Weldon) شهری در ایالت آیووا کشور ایالات متحده آمریکا است که جمعیت آن در سرشماری سال ۲۰۱۰ میلادی، ۱۲۵ نفر بوده‌است.